# 1908 au Maroc
Chronologie du Maroc
- 1904
- 1905
- 1906
- 1907
- 1908
- 1909
- 1910
- 1911
- 1912

Cet article présente les faits marquants de l'année 1908 au Maroc ou relatifs au Maroc.

## Événements
- Début de la Guerre de la Chaouïa

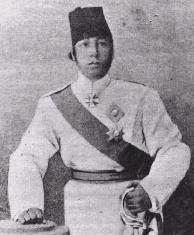
Abd al Aziz, sultan de 1894 à 1908.

- 2 au 15 février : Bataille de Sidi El-Mekki (1908)
- 29 février : Bataille de Fakhakha (1908)

## Économie & société
- Après la victoire d'Abd al-Hafid sur Abd al-Aziz (désormais exilé sous la protection des troupes françaises qui occupent déjà Casablanca et sa région à la suite d'un bombardement et d'un débarquement très meurtriers), des intellectuels réformateurs influencés par la révolution des Jeunes-Turcs dans l'Empire ottoman et par la Nahda venue d'Égypte et du Levant, représentés notamment par Ali Zniber et dont les idées sont exprimées par le journal Lisan Al-Maghrib, tentent de soumettre au nouveau sultan un projet de Constitution chérifienne le 11 octobre 1908[1].